# Escut de Tavertet

Escut oficial de Tavertet

L'escut oficial de Tavertet té el següent blasonament:
Escut caironat: d'atzur, un roc d'argent sobremuntat d'una creu grega fixada amb punta d'argent. Per timbre, una corona mural de poble.

## Història
Va ser aprovat el 29 de maig de 1989 i publicat al DOGC el 16 de juny del mateix any amb el número 1156.
El roc i la creu d'argent sobre camper d'atzur són les armes dels Tavertet, senyors del poble. Probablement l'escut faci referència a la situació del poble (representat per la creu en al·lusió a la parròquia), dalt d'una impressionant cinglera (que seria el roc).